# منتخب إنجلترا تحت 21 سنة لكرة القدم للسيدات
منتخب إنجلترا تحت 21 سنة لكرة القدم للسيدات (بالإنجليزية: England women's national under-21 football team)‏ هو ممثل إنجلترا الرسمي في المنافسات الدولية في كرة القدم في فئة كرة قدم تحت 21 سنة للسيدات، يديريه الاتحاد الإنجليزي لكرة القدم.